# Stal-2 Ałczewsk
Stal-2 Ałczewsk (niepoprawnie: Stal-2 Alczewsk; ukr. Футбольний клуб «Сталь-2» Алчевськ, Futbolnyj Kłub "Stal-2" Ałczewsk) – ukraiński klub piłkarski z siedzibą w Ałczewsku, w obwodzie ługańskim. Jest drugim zespołem klubu Stal Ałczewsk. Status profesjonalny otrzymał w roku 2000.
W latach 2000–2002 występował w rozgrywkach ukraińskiej Drugiej Lihi.

## Historia
W 2000 roku zgłosił się do rozgrywek w Drugiej Lidze i otrzymał status profesjonalny. W sezonie 2000/01 klub zajął 15 miejsce w Drugiej Lidze, Grupie W. W kolejnym sezonie 2001/02 zajął 13 miejsce, jednak po rundzie jesiennej sezonu 2002/03 zrezygnował z dalszych występów na szczeblu profesjonalnym. Klub został pozbawiony statusu profesjonalnego, a w pozostałych meczach uznano porażki techniczne..
W sezonach 2005/06 oraz 2006/07 klub występował jako drużyna rezerw w Turnieju dublerów.

## Sukcesy
- Druha Liha, Grupa B:

13 miejsce: 2001/02